# Trg Ivane Brlić-Mažuranić
Trg Ivane Brlić Mažuranić je središnji gradski trg u Slavonskom Brodu. 

## Povijest
Trg nosi ime u čast Ivane Brlić-Mažuranić, istaknute hrvatske književnice za djecu, poznate po djelu Priče iz davnine. Ivana se 1892. godine udala za odvjetnika i političara Vatroslava Brlića te se preselila u tadašnji Brod na Savi, gdje je živjela i stvarala u obiteljskoj kući Brlićevih koja se također nalazi na samom trgu.
Tijekom 18. i 19. stoljeća, Brod na Savi bio je značajno vojno i upravno središte u sklopu Habsburške Monarhije. U to vrijeme, trg je služio kao administrativno središte grada, s brojnim važnim institucijama smještenim u njegovoj blizini.